# Amy Acker
Amy Louise Acker (Dallas, Texas, 5 de dezembro de 1976) é uma atriz estadunidense.
Graduou-se em artes cênicas na Southern Methodist University, atuando em diversas peças produzidas pela faculdade. Ficou mais conhecida pelos papéis de Fred Burkle e Illyria no seriado Angel de 1999.
Amy também participou da série Alias como Kelly Peyton, e da série Dollhouse como Dra. Claire Saunders/Whiskey. A atriz participou também do seriado Supernatural, no papel de Andrea Barr no epidódio "Dead in The Water" da 1ª temporada. Entre 2012 e 2016, atuou na série Person of Interest, no papel de Samantha Groves, uma hacker também conhecida como Root.

## Vida pessoal
Em 25 de abril de 2003, Acker e o ator James Carpinello se casaram na Califórnia. Em 22 de janeiro de 2005, ela deu à luz o primeiro filho do casal, Jackson James Carpinello, e em 1 de setembro de 2006 nasceu a 2ª filha deles, Ava Grace Carpinello.

## Filmografia

### Filmes
| Ano  | Título                    | Personagem     | Notas          |
| ---- | ------------------------- | -------------- | -------------- |
| 2001 | The Accident              | Nina           | Curta metragem |
| 2002 | Groom Lake                | Kate           |                |
| 2002 | Catch Me If You Can       | Miggy          |                |
| 2005 | Mr. Dramatic              | Jodi           | Curta metragem |
| 2006 | The Novice                | Jill Yarrut    |                |
| 2009 | 21 and a Wake-Up          | Caitlin Murphy |                |
| 2011 | Sironia                   | Molly          |                |
| 2011 | The Cabin in the Woods    | Lin            |                |
| 2012 | Much Ado About Nothing    | Beatrice       |                |
| 2014 | The Lord of Catan         | Sugar Monkey   | Curta metragem |
| 2014 | Let's Kill Ward's Wife    | Gina           |                |
| 2016 | The Energy Specialist     | Claire         |                |
| 2017 | Amanda & Jack Go Glamping | Amanda         |                |

### Televisão
| Ano         | Título                                                    | Personagem                                                  | Notas                                      |
| ----------- | --------------------------------------------------------- | ----------------------------------------------------------- | ------------------------------------------ |
| 1997        | Wishbone                                                  | Priscilla / Catherine Morland / Venus                       | 3 episódios                                |
| 1999        | To Serve and Protect                                      | Melissa Jorgensen                                           | Episódio: 2                                |
| 2001        | Special Unit 2                                            | Nancy                                                       | Episódio: "The Invisible"                  |
| 2001–2004   | Angel                                                     | Winifred Burkle / Illyria                                   | 70 episódios                               |
| 2003        | Return to the Batcave: The Misadventures of Adam and Burt | Bonnie Lindsay                                              | Filme para TV                              |
| 2004        | Johnny Bravo                                              | Jackie / Cashier                                            | Episódio: "Gray Matters/Double Vision"     |
| 2005–2006   | Justice League Unlimited                                  | Caçadora / Helena Bertinelli / Maria Bertinelli / Garotinha | 4 episódios                                |
| 2005        | Supernatural                                              | Andrea Barr                                                 | Episódio: "Dead in the Water"              |
| 2005–2006   | Alias                                                     | Kelly Peyton                                                | 13 episódios                               |
| 2006        | The Unit                                                  | Kim Brown                                                   | Episódio: "Unaired Pilot"                  |
| 2006        | How I Met Your Mother                                     | Penelope                                                    | Episódio: "Come On"                        |
| 2007        | Drive                                                     | Kathryn Tully                                               | 3 episódios                                |
| 2007        | Law & Order: Criminal Intent                              | Leslie LeZard                                               | Episódio: "Smile"                          |
| 2007        | Ghost Whisperer                                           | Tessa                                                       | Episódio: "Weight of What Was"             |
| 2008        | Voices                                                    | Ellie Daly                                                  | Filme para TV                              |
| 2008        | October Road                                              | Jenny Bristol                                               | 2 episódios                                |
| 2008        | Fire and Ice                                              | Princesa Luisa                                              | Filme para TV                              |
| 2008        | Private Practice                                          | Molly Madison                                               | Episódio: "A Family Thing"                 |
| 2009–2010   | Dollhouse                                                 | Dra. Claire Saunders / Whiskey / Crystal / Clyde Randolph   | 14 episódios                               |
| 2010        | Human Target                                              | Katherine Walters                                           | Episódio: "Christopher Chance"             |
| 2010        | The Good Wife                                             | Trish Arkin                                                 | Episódio: "Running"                        |
| 2010        | Happy Town                                                | Rachel Conroy                                               | 8 episódios                                |
| 2010        | No Ordinary Family                                        | Amanda Grayson                                              | 2 episódios                                |
| 2011 - 2013 | CSI: Crime Scene Investigation                            | Sandy Colfax / Sandy Larken                                 | 2 episódios                                |
| 2011        | Dear Santa                                                | Crystal Carruthers                                          | Filme para TV                              |
| 2012        | Grimm                                                     | Lena Marcenko                                               | Episódio: "Tarantella"                     |
| 2012        | Once Upon a Time                                          | Astrid / Nova                                               | Episódio: "Dreamy"                         |
| 2012–2016   | Person of Interest                                        | Caroline Turing / Root / The Machine / Samantha Groves      | 65 episódios                               |
| 2012        | Warehouse 13                                              | Tracey                                                      | Episódio: "The Ones You Love"              |
| 2013        | Scooby-Doo! Mystery Incorporated                          | Nova                                                        | 4 episódios                                |
| 2013        | Husbands                                                  | Claudia                                                     | Episódio: "I Do Over"                      |
| 2014        | Agents of S.H.I.E.L.D.                                    | Audrey Nathan                                               | Episódio: "The Only Light in the Darkness" |
| 2015-2018   | Suits                                                     | Esther Edelstein                                            | 3 episódios                                |
| 2015-2017   | Con Man                                                   | Dawn Jones                                                  | 6 episódios                                |
| 2015        | A Novel Romance                                           | Sophie                                                      | Filme para TV                              |
| 2016–2017   | MacGyver                                                  | Sarah Adler                                                 | 2 episódios                                |
| 2016        | A Nutcracker Christmas                                    | Lily                                                        | Filme para TV                              |
| 2017–2019   | The Gifted                                                | Caitlin Strucker                                            | 29 episódios                               |
| 2019        | Grey's Anatomy                                            | Dra. Kathleen Shepherd                                      |                                            |
| 2022        | 9-1-1: Lone Star                                          | Catherine                                                   | Participação Especial                      |

## Prêmios e Indicações

### Saturn Awards
| Ano  | Categoria                                      | Trabalho | Resultado | Ref.  |
| ---- | ---------------------------------------------- | -------- | --------- | ----- |
| 2002 | Cinescape Genre Face of the Future Award       | Angel    | Indicado  | [ 2 ] |
| 2003 | Best Supporting Actress in a Television Series | Angel    | Indicado  | [ 2 ] |
| 2004 | Best Supporting Actress in a Television Series | Angel    | Venceu    | [ 2 ] |
| 2005 | Best Supporting Actress on Television          | Angel    | Indicado  | [ 2 ] |

### Golden Satellite Awards
| Ano  | Categoria                                            | Trabalho | Resultado | Ref.  |
| ---- | ---------------------------------------------------- | -------- | --------- | ----- |
| 2004 | Best Actress in a Supporting Role in a Series, Drama | Angel    | Indicado  | [ 2 ] |

### Hill Country Film Festival
| Ano  | Categoria    | Trabalho | Resultado | Ref.  |
| ---- | ------------ | -------- | --------- | ----- |
| 2012 | Best Actress | Sironia  | Venceu    | [ 2 ] |

### Indie Series Awards
| Ano  | Categoria                | Trabalho | Resultado | Ref.  |
| ---- | ------------------------ | -------- | --------- | ----- |
| 2014 | Best Guest Star - Comedy | Husbands | Venceu    | [ 2 ] |

### IAWTV Awards
| Ano  | Categoria                           | Trabalho | Resultado | Ref.  |
| ---- | ----------------------------------- | -------- | --------- | ----- |
| 2014 | Best Female Performance in a Comedy | Husbands | Indicado  | [ 2 ] |

### Northeast Film Festival
| Ano  | Categoria                    | Trabalho          | Resultado | Ref.  |
| ---- | ---------------------------- | ----------------- | --------- | ----- |
| 2015 | Best Actress in a Short Film | The Lord of Catan | Venceu    | [ 2 ] |